# سليم بلخوجة
سليم بلخوجة Slim Belkhodja (ولد في 23 نوفمبر 1962) لاعب شطرنج تونسي يحمل لقب أستاذ كبير.

## إنجازات
- فاز ببطولة مدينة باريس للشطرنج عام 1985.
- فاز بالبطولة العربية للشطرنج عام 2001.
- شارك في بطولة العالم للشطرنج عام 2002، لكن خرج في الجولة الأولى أمام رفائيل فاغانيان.
- فاز مناصفةً مع مورتاس كاجغالييف في عام 2004 في دورة سيري التذكارية.
- شارك في كأس العالم للشطرنج عام 2005، وخرج منهزماً في الجولة الأولى أمام سيرغي تيفياكوف.
- مثل تونس في أولمبيادات الشطرنج أعوام 1982، 1984، 2002، 2004، 2006 و2008.

## روابط خارجية
- سليم بلخوجة على موقع الاتحاد الدولي للشطرنج (الإنجليزية)
- سليم بلخوجة على موقع مباريات الشطرنج (الإنجليزية)
- سليم بلخوجة على موقع 365Chess.com (الإنجليزية)
- سليم بلخوجة على موقع Chesstempo.com (الإنجليزية)
- سليم بلخوجة سجل أولمبياد الشطرنج على موقع OlimpBase.org (الإنجليزية)